# Flughafen Dalaman

i8
i11
i13
Der Flughafen Dalaman (türkisch Dalaman Havalimanı; IATA-Code: DLM, ICAO-Code: LTBS) ist, gemessen an den Passagierzahlen, der siebtgrößte Flughafen der Türkei (Stand: 2019) und an der südlichen Ägäis gelegen. Seit 2007 besitzt der Flughafen ein neues internationales Terminal. Dalaman bedient unter anderem die Ferienstädte Dalyan, Marmaris und Fethiye sowie den Bereich Sarıgerme.

## Geschichte
Ein kleinerer Flugplatz in Dalaman wurde ab 1976 gebaut und 1981 eröffnet. Nach einer Erweiterung hat er seit 1989 den Status eines Flughafens.

## Fluggesellschaften und Ziele
Saisonal (April–November) wird Dalaman von internationalen Charterfluggesellschaften angeflogen.
Ganzjährig gibt es Inlandsflüge innerhalb der Türkei.

## Die Terminals
Über das alte Terminal werden Inlandsflüge abgewickelt, während die Auslandsflüge über das neue Internationale Terminal abgewickelt werden.
Der Betreiber des Flughafens ist ATM Dalaman Internationales Terminal. ATM Internationales Terminal investierte rund 150 Millionen USD in den Umbau. Das Terminal umfasst auf vier Stockwerken eine Fläche von 95.000 m². Im Terminalgebäude ist die erste Etage der Ankunftsbereich und die zweite und dritte Etage der Abflugbereich.
Das Terminal hat 12 Gates, davon acht mit Fluggastbrücken. Durch den Bau eines neuen Vorfeldes wurde die maximale Stellfläche um 14 Plätze erhöht, so dass der Flughafen jetzt 35 Parkpositionen hat. Alle Fluggastbrücken sind mit 400 Hz elektrischer Versorgung und PCA-Klimatisierungssystemen ausgestattet. So können Flugzeuge während der Zeit am Boden die benötigte elektrische Energie, Belüftung, Klimatisierung und den Brauchwasserbedarf decken. Am neuen internationalen Terminal entstand ein Parkplatz auf 45.000 m² für 550 PKWs.
Das Terminal verfügt über 60 Check-in-Schalter, an denen 4000 Passagiere und 5000 Stück Gepäck pro Stunde abgefertigt werden können.

## Verkehrsanbindung
Der Flughafen hat eine vierspurige Straßenverbindung über die D 555 zum naheliegenden Dalaman. Auf dieser erreicht man nach ca. 7 km die D400, die als Küstenstraße nach Marmaris, bzw. Fethiye und weiter nach Antalya führt.
Es gibt zwei auf die Inlandsflüge abgestimmte Shuttlebuslinien nach Marmaris und Fethiye, die von Havaş betrieben werden.

## Verkehrszahlen
| Jahr | Passagiere | Veränderung zum Vorjahr |
| ---- | ---------- | ----------------------- |
| 2024 | 5.662.465  | ▲ 7,9 %                 |
| 2023 | 5.247.488  | ▲ 13,5 %                |
| 2022 | 4.622.280  | ▲ 98,9 %                |
| 2021 | 2.449.858  | ▲ 54,4 %                |
| 2020 | 1.626.702  | ▼ 66,5 %                |
| 2019 | 4.858.379  | ▲ 6,7 %                 |
| 2018 | 4.551.490  | ▲ 22,4 %                |
| 2017 | 3.718.768  | ▲ 19,9 %                |
| 2016 | 3.101.902  | ▼ 29,2 %                |
| 2015 | 4.382.083  | ▲ 1,7 %                 |
| 2014 | 4.309.480  | ▲ 6,3 %                 |
| 2013 | 4.055.630  | ▲ 6,4 %                 |
| 2012 | 3.811.958  | ▲ 2,1 %                 |
| 2011 | 3.732.374  | ▼ 1,4 %                 |
| 2010 | 3.785.779  | ▲ 13,1 %                |
| 2009 | 3.347.996  | ▲ 4,3 %                 |
| 2008 | 3.208.668  | ▲ 10,8 %                |
| 2007 | 2.895.967  | ▬                       |